# نمایندگی ویلر
 نمایندگی ویلر (به انگلیسی: The Wheeler Dealers) یک فیلم کمدی و رمانتیک آمریکایی محصول سال ۱۹۶۳ به کارگردانی آرتور هیلر با بازی جیمز گارنر و لی رمیک است. این فیلم توسط کمپانی مترو گلدوین مایر توزیع شد. بازیگران مکمل فیل هریس، چیل ویلز، جیم بکوس، پت کراولی، جان آستین، پت هرینگتون جونیور، هاوارد مک‌نیر و رابرت استاروس می‌باشند.

## داستان
مولی تاچر دلال یک شرکت سهامی است که در شرکتی معروف شده‌است. هنگامی که این شرکت رو به ورشکستگی می‌رود، باید کسی را بسوزاند؛ مولی انتخاب واضح آن است. برای اجتناب از اتهام تبعیض جنسی، او وظیفه یک کار غیرممکن را قبول می‌کند تا سهام یک شرکت مبهم به نام «ابزارهای جهانی» را تخلیه کند؛ وقتی او نتواند این کار را انجام دهد بهانه‌ای برای اخراج او خواهد داشت …

## شبکه خانگی
این فیلم در ۲۵ آوریل ۲۰۱۷ در دیسک بلوری منتشر شد.

## بازیگران
- جیمز گارنر در نقش هنری تایرون
- لی رمیک در نقش مولی تاچر
- فیل هریس در نقش ری جی فاکس
- چیل ویلز در نقش جی ری اسپینلبی
- جیم بکوس در نقش بولارد بیر
- لویی نای در نقش استانیسلاس
- جان آستین در نقش هکتور ونسون
- الیوت رید در نقش لئونارد
- پت هرینگتون جونیور در نقش بادی زک
- جوی فورمن در نقش باستر بومادران
- پاتریشیا کراولی در نقش الویس کات
- چارلز واتس در نقش جی آر مارتین